# Dickie Hawdon
Dickie Hawdon, geboren als Richard Hawdon (Leeds, 27 augustus 1927 – aldaar, 23 juni 2009), was een Britse jazzmuzikant (trompet, bugel, hoorn, basgitaar), arrangeur en muziekpedagoog.

## Biografie
Richard Hawdon leerde voor het eerst cello spelen en begon zijn carrière in zijn woonplaats Leeds als trompettist bij de Yorkshire Jazz Men en in de Yorkshire Jazz Band, waarin o.a. ook Diz Disley speelde. In 1951 verhuisde hij naar Londen om een paar maanden te spelen met Chris Barbers New Orleans Jazz Band. Hij werkte vervolgens bij Keith Christies Brothers Stompers, waar hij Ken Colyer verving en twee jaar verbleef. Oorspronkelijk verbonden aan traditionele jazz, werd hij geïnspireerd door de modernjazz van Clifford Brown en Fats Navarro toen hij in 1954 lid werd van het sextet van Don Rendell. In 1955 was hij trompettist en arrangeur bij Tubby Hayes, tijdens wiens concert hij speelde in de Royal Festival Hall in februari 1956. In 1957 trad Hawdon toe tot het orkest van John Dankworth, waar hij tot 1964 de belangrijkste trompettist was met incidentele onderbrekingen. In 1958 nam hij deel aan het concert van Ken Moules Jazz in Toad Hall, dat werd gepubliceerd door Decca Records. In 1959 trad hij op met Dankworth tijdens het Newport Jazz Festival, samen met Louis Armstrong en werkte hij  tussen 1958 en 1963 aan verschillende opnamen van het Dankworth Orchestra voor Parlophone.
Bovendien was Hawdon begin jaren 1960 actief in verschillende bands, zoals bij Sid Phillips, Harry Gold en Oscar Rabin (1960/61). Hij speelde vervolgens tot 1964 met Terry Lightfoots New Orleans Jazzmen, in verschillende clubbands, met The Talk of the Town en als begeleider voor Tony Bennett, Pearl Bailey, Sarah Vaughan en Eartha Kitt. In 1967 keerde hij terug naar Yorkshire en leidde hij de huisband in de Batley Variety Club.
Sinds 1968 heeft hij voornamelijk gewerkt als muziekleraar en jazzcursussen opgezet aan het muziekcollege in de stad Leeds. Vanaf 1972 leidde hij daar de afdeling populaire muziek en bouwde hij de eerste geavanceerde niveau jazzcursussen op aan een Brits college. In de jaren 1980 had hij zijn eigen kwintet. Na zijn pensionering in 1993 speelde hij als bassist met muzikanten die Leeds bezochten, zoals Art Farmer, Kai Winding en Harry Sweets Edison.

## Overlijden
Dickie Hawdon overleed in juni 2009 op 81-jarige leeftijd.

## Discografie
- 1954/55: Don Rendell: Meet Don Rendell
- 1956: Tubby Hayes: Modern Jazz Scene
- 1956: Tubby Hayes: The Swinging Giant. Volume 1 and Volume 2
- 1963: John Dankworth: What the Dickens! (Fontana Records)